# Aleksej Ermolinskij
Aleksej Vladislavovič Ermolinskij (in russo Алексей Владиславович Ермолинский?; Leningrado, 11 aprile 1958) è uno scacchista statunitense di origine sovietica, noto anche con il nome anglicizzato di Alex Yermolinsky.

## Biografia
Formatosi scacchisticamente in Unione Sovietica, nel 1989 si trasferì per breve tempo in Italia, dove vinse numerosi tornei (Caorle, Forlì, San Benedetto del Tronto e Arco).
Nel 1990 emigrò negli Stati Uniti, acquisendone dopo poco tempo la nazionalità.
Grande maestro dal 1992, vinse due volte il Campionato degli Stati Uniti: nel 1993 (alla pari con Alexander Shabalov) e nel 1996.
Nel periodo 1992-2000 partecipò a cinque Olimpiadi con la squadra statunitense. Vinse due medaglie d'argento (una individuale e una di squadra) e due di bronzo (una individuale e una di squadra).
Dopo essersi trasferito negli Stati Uniti vinse (da solo o alla pari) una lunga serie di tornei:
- 1992   =1º al World Open di Filadelfia
- 1993   1º al World Open di Filadelfia; 1º a Bethesda
- 1994   Asheville (Carolina del Nord), Reno (Texas) e North Bay
- 1995   World Open di Filadelfia, Asheville, Woburn (Massachusetts),  U.S. Open di Concord (California)
- 1996   World Open di Filadelfia, open di Groninga (9/11), American Open di Los Angeles
- 1997   U.S. Open di Washington
- 1998   Allentown, Asheville, Woburn, Filadelfia
- 1999   Newburgh (New York)
- 2000   U.S. Open di Saint Paul
- 2001   American Continental Championship di Cali in Colombia;  U.S. Open di Las Vegas
- 2003   Sioux Falls, San Francisco, San Diego, Reno
- 2005   San Francisco

Raggiunse il massimo rating Elo in gennaio del 1998, con 2660 punti.
È sposato col Grande Maestro Femminile Camilla Baginskaite e vive attualmente in California, dove lavora come chimico in una industria farmaceutica.